# أدريان بيانكي
أدريان بيانكي (بالإسبانية: Adrián Bianchi)‏ هو لاعب كرة قدم أرجنتيني، ولد في 25 أبريل 1964. لعب مع فيليز سارسفيلد.